# Teaterforeningen Madam Mangor
Teaterforeningen Madam Mangor er en teaterforening i Fredensborg, opkaldt efter Ane Marie Mangor. 
Den er især kendt for at opsætte store egnsspil men står også for børne- og ungdomsteater, loppemarked og revy.
Foreningen blev stiftet i 2002 for at fortsætte byens stolte tradition for teater, som startede ved Fredensborg Slots 250-års fødselsdag i 1972, hvor Dronning Margrethe udtrykte ønske om, at lokale amatører opførte et udsnit af guldalderstykket ”Syvsoverne”, som netop foregår på Fredensborg Slot. 
Siden da har foreninger som Fredensborg Amatørscene, Mastodonterne, Fredensborg Slotshaves Sommerteater og Fredensborg børne- dukke- og pensionistteater samt Flagellanterne løftet opgaven med at opføre teater på en række forskellige lokaliteter som Asminderød Kro, i Fredensborg Slotspark, på Langedammen, i Chaluphuset ved Esrum Sø og i Den gule Lade på Krogerup Avlsgaard i Humlebæk.
Forestillinger opført i Madam Mangors regi:
- Danefæ (2004),
- Balletmesterens Luner (2006),
- Arvegodset (2008),
- Sangen Har Vinger (2010),
- Folmer Går Til Filmen (2012),
- Folmer Går I Biffen (2015)

 Der er for få eller ingen kildehenvisninger i denne artikel, hvilket er et problem. Du kan hjælpe ved at angive troværdige kilder til de påstande, som fremføres i artiklen.